# إريش لينماير
ايريك لاينماير Erich Linemayr (ولد في 24 يناير 1933 في لينز - توفي في 4 يونيو 2016) هو حكم كرة قدم نمساوي. معروف بأدارته لثلاث مباريات في كأس العالم، اثنتان في 1974 وواحدة في 1978. كما أدار مباراتين في بطولة أوروبا لكرة القدم 1980 في إيطاليا ونهائي كأس أوروبا عام 1979.
كانت أكثر مبارياته غرابة هي مباراة الإياب بين تشيلي والاتحاد السوفيتي في ملحق كأس العالم الذي رفض السفر إلى سانتياغو لحضور المباراة في 26 نوفمبر 1973. عندما أحرزت تشيلي هدفًا بعد 30 ثانية، صفر لينماير معلنا نهاية المباراة وأعلن فوز تشيلي.

## روابط خارجية
إريش لينماير على موقع Soccerway.com (الإنجليزية)
- إريش لينماير على موقع عالم كرة القدم.نت (الإنجليزية)
- الملف الشخصي

| سبقه European Cup Final 1978 Charles Corver | European Cup كأس أوروبا 1978–79 Erich Linemayr | تبعه European Cup Final 1980 António Garrido |